# Javne'elské údolí
Javne'elské údolí (hebrejsky בקעת יבנאל‎) je údolí v Dolní Galileji, v severním Izraeli, západně od města Tiberias. Je pojmenováno podle obce Javne'el, která se v něm nachází.
Na severu je ohraničeno náhorní planinou, po které mezi údolím Bik'at Tur'an a Tiberiadou prochází dálnice číslo 77. Západní hranicí je ostrý terénní zlom, který v severní části nese název Har Adami, v jižní pak Har Javne'el. Obdobně strmé je i východní ohraničení, kde je to severojižně orientovaný hřbet, po jehož opačné straně pak terén spadá do Galilejského jezera. Tento hřbet je tvořen horami Tel Ma'on (přímo ve městě Tiberias), Har Menorim a Ramat Porija.
Délka údolí dosahuje ve podélném směru cca 12 km, na šířku měří maximálně 7 km. Povrch údolí je svažitý. Z obou hraničních hřbetů terén setrvale klesá směrem k jeho středu, celé údolí pak zároveň silně klesá k jihovýchodu. Jeho severozápadní okraje tak mají nadmořskou výšku přibližně 200 m, zatímco jižní centrální oblasti jsou i 50 m pod úrovní moře. Je téměř zcela odlesněné a zemědělsky intenzivně využívané, a to nejen v nejnižších centrálních polohách ale i na většině svahů, které se sem sklánějí. Vodopisně patří zcela do povodí vádí Nachal Javne'el, které jej odvodňuje směrem k jihovýchodu skrz soutěsku do řeky Jordán. Údolí je řídce zalidněno. Nachází se tu dvě zemědělské obce: ha-Zor'im a Javne'el. Další zemědělská sídla pak stojí na vrcholech svahů lemujících údolí. Na severovýchodním okraji se sem přibližuje zástavba města Tiberias. Etnicky je osídlení zcela židovské. Komunikačně netvoří údolí jednotný celek. Na severu je hlavní dopravní osou dálnice číslo 77. Po východním okraji vede lokální silnice 768, na jižní straně je to lokální silnice 767. Centrální oblasti údolí jsou bez silniční sítě.